# Municipalità di Ludza
La municipalità di Ludza (in lettone Ludzas novads) è una delle trentasei municipalità della Lettonia. È situata nell'est del Paese e confina con l'Oblast' di Pskov in Russia. Il capoluogo è la città di Ludza.
I confini della nuova municipalità, istituita nel 2021, corrispondono a quelli del vecchio distretto di Ludza abolito nel 2009.

## Suddivisione
La municipalità comprende 3 città (Ludza, Kārsava e Zilupe) e 22 parrocchie:
- Blonti
- Briģi
- Cibla
- Cirma
- Goliševa
- Isnauda
- Istra
- Lauderi
- Līdumnieki
- Malnava
- Mežvidi
- Mērdzene
- Nirza
- Ņukši
- Pasiene
- Pilda
- Pureņi
- Pušmucova
- Rundēni
- Salnava
- Zaļesje
- Zvirgzdene